# Filmtryck
Filmtryck, tygtryck som utförs med schabloner. Tekniken utvecklades under 1900-talet med en japansk tryckteknik som förebild.
Tanken är att överföra färgpasta till tyg genom ett fint mönsterbärande nät uppspänt i en ram. Själva schablonen består av trä eller metall och nätet är av polyamid eller polyester. Motivet som man vill trycka kan antingen föras över till schablonen manuellt eller fotografiskt. Om man ska trycka med fler än en färg så används en schablon för varje färg. Färgpastan pressas med en rakel genom ner genom hålen i schablonväven och lägger sig som en film på tygets yta. När pastan har torkat fixeras färgen.